# Now Look
| Recensione              | Giudizio    |
| ----------------------- | ----------- |
| AllMusic                | [ 3 ]       |
| Robert Christgau        | B           |
| Sputnikmusic            | 3.3 (Great) |
| Dizionario del Pop-Rock | [ 6 ]       |
| 24.000 dischi           | [ 7 ]       |

Now Look è il secondo album in studio da solista del musicista inglese Ronnie Wood, pubblicato nel luglio del 1975.

## Tracce

### LP
Lato A
1. I Got Lost When I Found You – 4:27 (Ronnie Wood, Bobby Womack)
2. Big Bayou – 2:41 (Gib Guilbeau)
3. Breathe on Me – 6:34 (Ronnie Wood)
4. If You Don't Want My Love – 4:17 (Bobby Womack, Gordon DeWitty)
5. I Can Say She's Alright – 6:22 (Ronnie Wood, Bobby Womack)

Lato B
1. Caribbean Boogie – 2:25 (Ronnie Wood)
2. Now Look – 3:50 (Ronnie Wood)
3. Sweet Baby Mine – 3:27 (Jim Ford, Bobby Womack)
4. I Can't Stand the Rain – 3:13 (Don Bryant, Ann Peebles, Bernard Miller)
5. It's Unholy – 6:29 (Ronnie Wood)
6. I Got a Feeling – 3:21 (Bobby Womack, Ian McLagen, Jean Roussell)

## Musicisti
I Got Lost When I Found You
- Ronnie Wood - voce, chitarra
- Bobby Womack - chitarra
- Ian McLagan - piano
- Jean Roussell - piano elettrico
- Willie Weeks - basso
- Andy Newmark - batteria

Big Bayou
- Ronnie Wood - voce, chitarra, chitarra slide
- Bobby Womack - chitarra, voce
- Ian McLagan - piano
- Jean Roussell - sintetizzatori
- Willie Weeks - basso
- Andy Newmark - batteria, percussioni

Breathe on Me
- Ronnie Wood - voce, chitarra acustica, chitarra pedal steel
- Keith Richards - armonie vocali
- Ian McLagan - organo
- Willie Weeks - basso, chitarra
- Andy Newmark - batteria

If You Don't Want My Love
- Ronnie Wood - voce, chitarra slide
- Bobby Womack - chitarra, voce
- Ian McLagan - organo, piano
- Jean Roussell - clavinet
- Willie Weeks - basso
- Andy Newmark - batteria

I Can Say She's Alright
- Ronnie Wood - chitarra, voce
- Bobby Womack - chitarra, voce
- Keith Richards - chitarra
- Ian McLagan - organo
- Willie Weeks - basso
- Andy Newmark - batteria

Caribbean Boogie
- Ronnie Wood - voce, chitarra
- Ian McLagan - piano
- Willie Weeks - basso
- Andy Newmark - batteria
- Kenny Jones - batteria

Now Look
- Ronnie Wood - voce, chitarra
- Ian McLagan - piano
- Willie Weeks - basso
- Kenny Jones - batteria
- Andy Newmark - batteria

Sweet Baby Mine
- Ronnie Wood - voce, chitarra, cori
- Bobby Womack - chitarra, cori
- Ian McLagan - organo, piano
- Jean Roussell - piano elettrico
- Willie Weeks - basso, cori
- Andy Newmark - batteria

I Can't Stand the Rain
- Ronnie Wood - voce, chitarra
- Keith Richards - chitarra
- Ian McLagan - organo, piano
- Willie Weeks - basso
- Andy Newmark - batteria

It's Unholy
- Ronnie Wood - voce, chitarra
- Ian McLagan - organo
- Mick Taylor - chitarra slide
- Jean Roussell - clavinet, piano elettrico
- Willie Weeks - basso
- Andy Newmark - batteria

I Got a Feeling
- Ronnie Wood - voce, chitarra slide
- Bobby Womack - chitarra
- Ian McLagan - piano elettrico, organo
- Willie Weeks - basso
- Andy Newmark - batteria
- The Womack Sisters - cori

Note aggiuntive
- Ronnie Wood, Bobby Womack e Ian McLagan - produttori
- Keith Harwood - ingegnere delle registrazioni
- Mastering effettuato al Record Plant, New York
- Head-Case + Don (al B.B.C. Amsterdam) - assistenti ingegnere delle registrazioni
- Dave + Randy (al Electric Ladyland, New York) - assistenti ingegnere delle registrazioni
- Mike Dowd, A.G.I. + Woody - design copertina album originale
- Chevy Kevorkian - foto copertina frontale album originale
- Morris Tate - colorazione copertina album
- Dick Polack e Laurens Van Houten - foto retrocopertina album originale
- Ringraziamenti a Thee Chuch[8]